# إينيس دو بورغوانغ
إينيس-ماري دو بورغوانغ (بالفرنسية: Inès-Marie de Bourgoing)، وتُعرف أيضاً باسم إينيس فورتول (بالفرنسية: Inès Fortoul) أو إينيس ليوطي (بالفرنسية: Inès Lyautey)، (وُلِدت في 5 يناير 1862 في باريس، فرنسا وتُوفِّيت في 9 فبراير 1953 في الدار البيضاء، المغرب)، هي ممرضة فرنسية رائدة عملت رئيسةً للصليب الأحمر الفرنسي، وأسست الصليب الأحمر في المغرب. أصبحت أول امرأة تُكرم برتبة ضابط عظيم في وسام جوقة الشرف تقديراً لعملها الاجتماعي المكثف، كما قُلدت الوسام العلوي برتبة ضابط عظيم تقديراً لعملها في المغرب.
وُلدت في عائلة من النبلاء، وتًلَّقَتْ تعليمها في البلاط. تزوجت ضابط المدفعية جوزيف فورتول لكنه تُوفي؛ وبعد تربية أولادها، اختارت دو بورغوانغ مجال التمريض كوسيلة للمساعدة في التخفيف من حدة الفقر، وشاركت في أول صفوف التمريض الرسمية المقدمة في باريس. بعد أن بدأت العمل كممرضة، سافرت إلى الخارج مع جمعية إغاثة الجنود الجرحى، وهو الاسم السابق للصليب الأحمر الفرنسي، للعمل في شمال أفريقيا. في عام 1907، انضمت إلى جمعية إغاثة الجنود الجرحى، وفي نفس العام، سافرت إلى المغرب حيث أنشأت عيادة في الدار البيضاء. بعد خمسة عشر شهراً، ساعدت في عملية إغاثة في أعقاب زلزال وقع في صقلية.
بعد زواجها الثاني عام 1909 بهوبير ليوطي، الذي أصبح فيما بعد أول مقيم عام في المغرب، أمضت دو بورغوانغ بقية حياتها في التنقل بين فرنسا والمغرب وإنشاء المستشفيات وعيادات التوليد ومراكز رعاية الأطفال في كلا البلدين. وقد عملت مديرة مستشفى في فرنسا خلال الحربين العالميتين الأولى والثانية، وافتتحت مركز نقاهة للقوات في سلا، بالإضافة إلى دار تقاعد بالقرب من لا بالم-ليه-جروتس للفيلق الأجنبي الفرنسي. بعد أن عملت كرئيسة للجنة السيدات في جمعية إغاثة الجنود الجرحى (1926-1939)، عندما اجتمعت المنظمات الثلاث السالفة الذكر معاً كصليب أحمر في عام 1940، أصبحت نائبة رئيس اللجنة المركزية للسيدات في الصليب الأحمر الفرنسي وبعد ذلك مديرة عامة للمنظمة. وظلت دو بورغوانغ نشطة في الثمانينيات من عمرها وبقيت في المغرب إلى أن تُوفِيَتْ به عام 1953 ثم أُعيد نقلها ودفنها في فرنسا.

## بداية حياتها
وُلدت إينيس دو بورغوانغ في باريس في 5 يناير 1862 لآن ماري ليوني دولفوس والبارون فيليب لا بوم دو بورغوانغ. كانت والدتها وصيفة الإمبراطورة أوجيني دو مونتيجو، التي كانت أيضاً عرابة دو بورغوانغ. أما البارون فقد كان كبير سلاحدار فرنسا في عهد نابليون الثالث؛ شغل بعدها منصب مفتش في خدمة هاراس للفروسية قبل أن يتم انتخابه خمس مرات كنائب عن إقليم نيافر في البرلمان الفرنسي. حضرت دو بورغوانغ مدرسة البنات في قصر التويليري وفي عام 1880، في سن 18، تزوجت ضابط المدفعية جوزيف أنطوان فورتول الذي أنجبت منه ثلاثة أطفال: أنطوان (1881-1963)، ماتيو (1882-1969) وفيكتوار (1887-1888) التي تُوفيت عندما كان عمرها 20 شهراً فقط.
وكثيراً ما كان يُعرض على فورتول العمل في الخارج في اليابان وجنوب شرق آسيا؛ بين 1882 و1885، كان في خليج تونكين في الهند الصينية، فعاد إلى منزله بعد تعرضه لإصابة خطيرة. أثناء غيابه، بالإضافة إلى رعايتها لابنيها، كتبت دو بورغوانغ ما يقرب عن 1000 صفحة من الرسائل إلى زوجها، والتي تم حفظها الآن في أرشيفها. بعد الإصابة، تمركز فورتول في كاستر، حيث قاد فوج المدفعية الثالث، حتى وفاته المفاجئة جراء نوبة قلبية في عام 1900. حيث أن ابنيهما، اللذان كبرا، كانا قد شرعا في مهن عسكرية، وعزمت دو بورغوانغ على دراسة التمريض، على أمل أن تساعد في تخفيف المرض والضيق في مستعمرات فرنسا. في العام نفسه، التحقت بالمدرسة الأولى التي افتتحت لتدريب الممرضات في باريس وكانت في الصف الأول من المتدربين.

## المسار

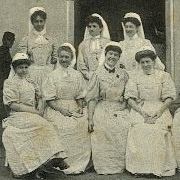
ممرضات جمعية إغاثة الجنود الجرحى في الدار البيضاء، حوالي عام 1907.

في عام 1901، عندما حصلت على شهادة الدبلوم، انضمت دو بورغوانغ إلى جمعية إغاثة الجنود الجرحى (SSBM)، رائدة الصليب الأحمر الفرنسي، كمتطوعة وبدأت العمل في مستشفى بوجون في باريس. ونتيجة لكفاءتها وفهمها الذي لاحظه كل من المرضى والأطباء، تم تعيينها رئيسة للجمعية. في عام 1907، أبحرت إلى المغرب مع القوة الاستطلاعية الفرنسية تحت قيادة الجنرال أنطوان ماريوس بينوت درود. باعتبارها رئيسة لفريق من متطوعي جمعية إغاثة الجنود الجرحى، أنشأت مستوصفاً في الدار البيضاء، يعالج جرحى الصراعات بين الفرنسيين والمغاربة. عندما كانت الظروف صعبة في المغرب، قررت أن يتم نقل الجرحى والمرضى بالأمراض الخطيرة إلى وهران في الجزائر حيث يكون من السهل توفير العلاج المناسب. في أكتوبر 1907، بينما كانت صجبة ممرضتين يرافقن الجرحى في معبر بحري فرنسي إلى وهران، التقت بالجنرال هوبير ليوطي، الذي كان قائد الفرقة هناك. بعد قضاء خمسة عشر شهراً في شمال أفريقيا، عادت إلى فرنسا، لتغادرها بعد ذلك بوقت قصير إلى ميناء مسينة الإيطالي في ديسمبر حيث ساعدت هي وفريقها في رعاية 80 ألفاً من ضحايا زلزال عام 1908. نتيجة لخدماتهم النموذجية، تم توشيحهم من قبل هيلين أميرة أورليان.

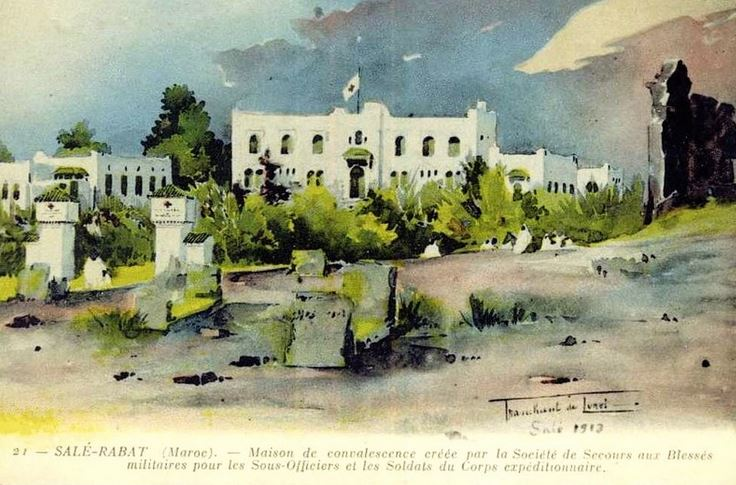
لوحة للمهندس المعماري موريس ترانشانت دو لونيل (1869–1944) خلال استدعائه لمركز التمريض التابع لجمعية إغاثة الجنود الجرحى في مدينة سلا، المغرب، 1913.

في 14 أكتوبر 1909 في باريس، تزوجت دو بورغوانغ من الجنرال ليوطي. وعادا إلى الجزائر حيث احتفظ ليوطي بقيادته. في عام 1910، عادا إلى فرنسا حيث تولى الجنرال قيادة فيلق الجيش العاشر في رين. في عام 1912، عاد الزوجان مرة أخرى إلى شمال أفريقيا حيث عُين ليوطي في منصب المقيم العام الأول للمغرب في أعقاب معاهدة فاس التي أصبح المغرب بموجبها محمية فرنسية. لعبت دو بورغوانغ دوراً أساسياً في إنشاء وتنظيم العديد من البرامج للنساء والأطفال، بما في ذلك الحضانة ورياض الأطفال ومركز الولادة الأول في المغرب، وهي مؤسسة مثالية أثارت إعجاب متخصصي رعاية الأطفال في فرنسا والخارج. كما نظمت عيادات في المناطق الريفية، بالإضافة إلى أول برامج تدريب للممرضات حول مرض السل في المغرب. وبدعم من جمعية إغاثة الجنود الجرحى، قامت دو بورغوانغ أيضاً ببناء دار تمريض في سلا، بالقرب من الرباط، من أجل استعادة الجنود الفرنسيين والأجانب مع عائلاتهم، ومركز تقاعد للفيلق الأجنبي بالقرب من لا بالم-ليه-جروتس في إقليم إزار في فرنسا المتروبولية. ونتيجة لذلك، حصلت على اللقب النادر «العريف الفخري للفيلق الأجنبي».
في عام 1915، بدأت دو بورغوانغ مبادرة لتغذية الأطفال في الدار البيضاء. كانت مبادرة قطرة حليب (بالفرنسية: Goutte de Lait) بمثابة بنك حليب، يقدم الحليب، والحليب المجفف في وقت لاحق، للأطفال الذين يعانون من سوء التغذية وتوعية والديهم حول التغذية والنظافة. في غضون خمس سنوات، توسعت لتشمل مركزاً لحديثي الولادة للأطفال الخدج الذين يحتاجون إلى رعاية أكثر ثباتاً، ثم توسعت أكثر لتشمل بناء مرافق في فاس والقنيطرة ومراكش ومكناس وموجادور ووجدة والرباط وأسفي وتازة. خلال الحرب العالمية الأولى، في فرنسا، عملت كمشرفة في المستشفى العسكري فال-دو-غراس وفي عام 1918، نظمت وأشرفت على برامج جمعية إغاثة الجنود الجرحى في نانسي. في عام 1921، حصل الزوجان على لقب المارشال والمارشالين في فرنسا.

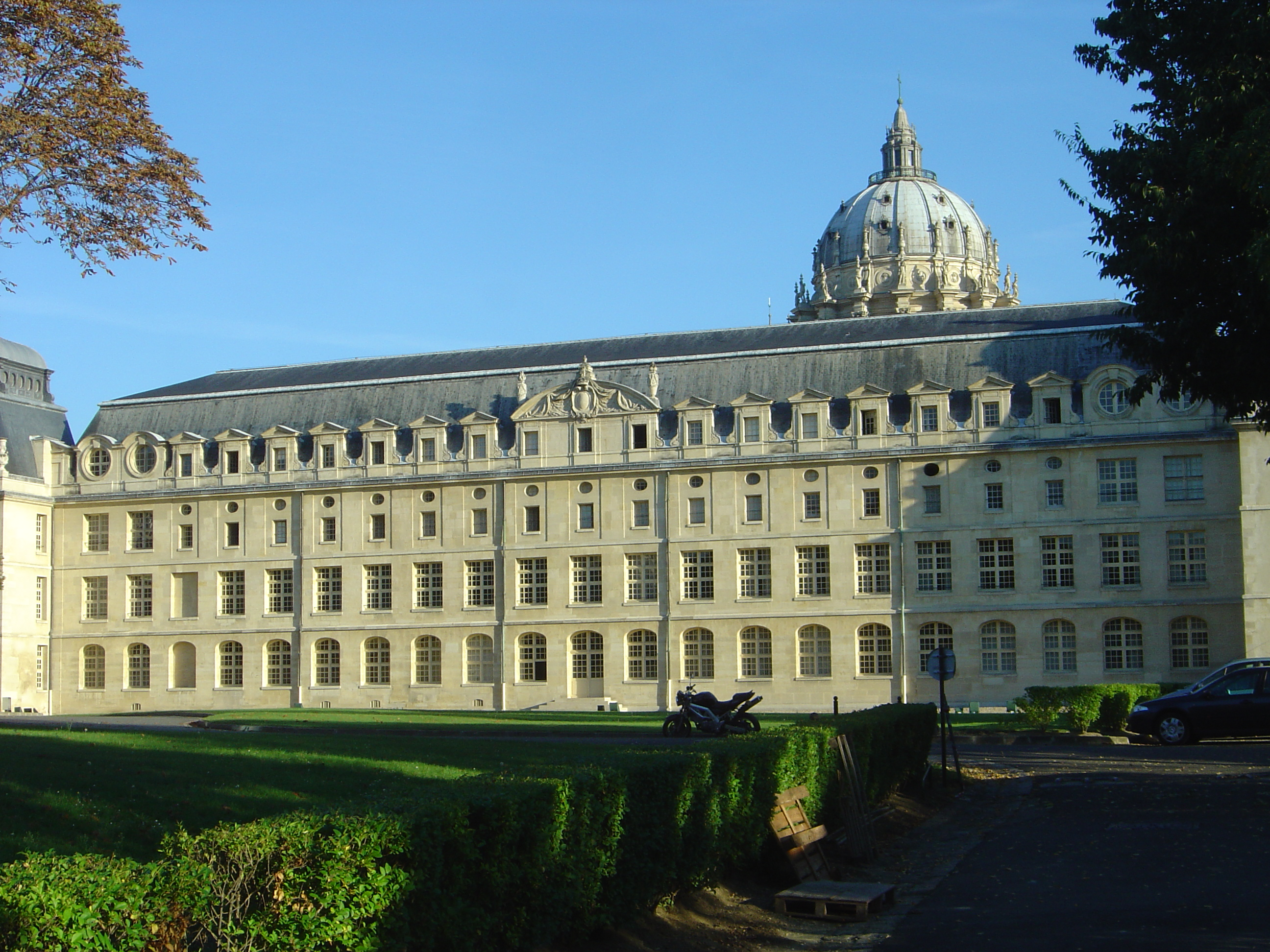
المستشفى العسكري فال-دو-غراس.

في عام 1925، عادت دو بورغوانغ مع زوجها إلى فرنسا حيث أمضيا وقتهما في باريس وفي منزل الأجداد، قلعة ثوري-ليوطي، في لورين. في العام التالي، تم تعيينها رئيسة اللجنة المركزية للسيدات في جمعية إغاثة الجنود الجرحى. في ثوري، قاما ببناء عيادة عائلية ودار للشباب. بعد وفاة زوجها في عام 1934، قسمت وقتها بين فرنسا والمغرب واهتمت بمساعدة المغاربة في باريس، وساعدت في تحسين المعهد الإسلامي للمسجد الكبير في باريس أثناء رعاية المرضى في المستشفى الفرنسي-الإسلامي في بوبيني. في المغرب، شاركت في جميع لجان ومبادرات واجتماعات جمعية إغاثة الجنود الجرحى، ولكن بحلول عام 1938، استقالت كرئيسة للجمعية في فرنسا للسماح لنفسها بقضاء المزيد من الوقت في المغرب.
في عام 1939، تولت إدارة مستشفى أسني العسكري المكون من 300 سرير لحالات إصابة النخاع الشوكي والرأس في نانسي. ولم تكن قادرة على مغادرة فرنسا بسبب الحرب العالمية الثانية، وشرعت في برامج لتوفير رُزم الرعاية للقوات والأسرى في شمال أفريقيا. في أغسطس 1940، وافقت دو بورغوانغ على العمل كنائب لرئيس الصليب الأحمر الفرنسي الموحد حديثاً. في عام 1944، على الرغم من الشتاء البارد، سافرت إلى الخطوط الأمامية في جبال الفوج لتشجيع فرقة المشاة المغربية الثانية التي كانت تخوض معارك ثقيلة ضد الألمان. عندما انتهت الحرب، استأنفت رحلاتها إلى المغرب، وقضت عدة أشهر هناك كل عام. في عام 1946، لم يتم تعيين دو بورغوانغ مديرة عامة للصليب الأحمر فقط ولكن تم رفعها إلى رتبة ضابط عظيم في وسام جوقة الشرف، وهي أول امرأة تحصل على هذا الشرف، كما تم منحها رتبة ضابط عظيم في الوسام العلوي تقديراً لعملها في المغرب.

## الاعتراف

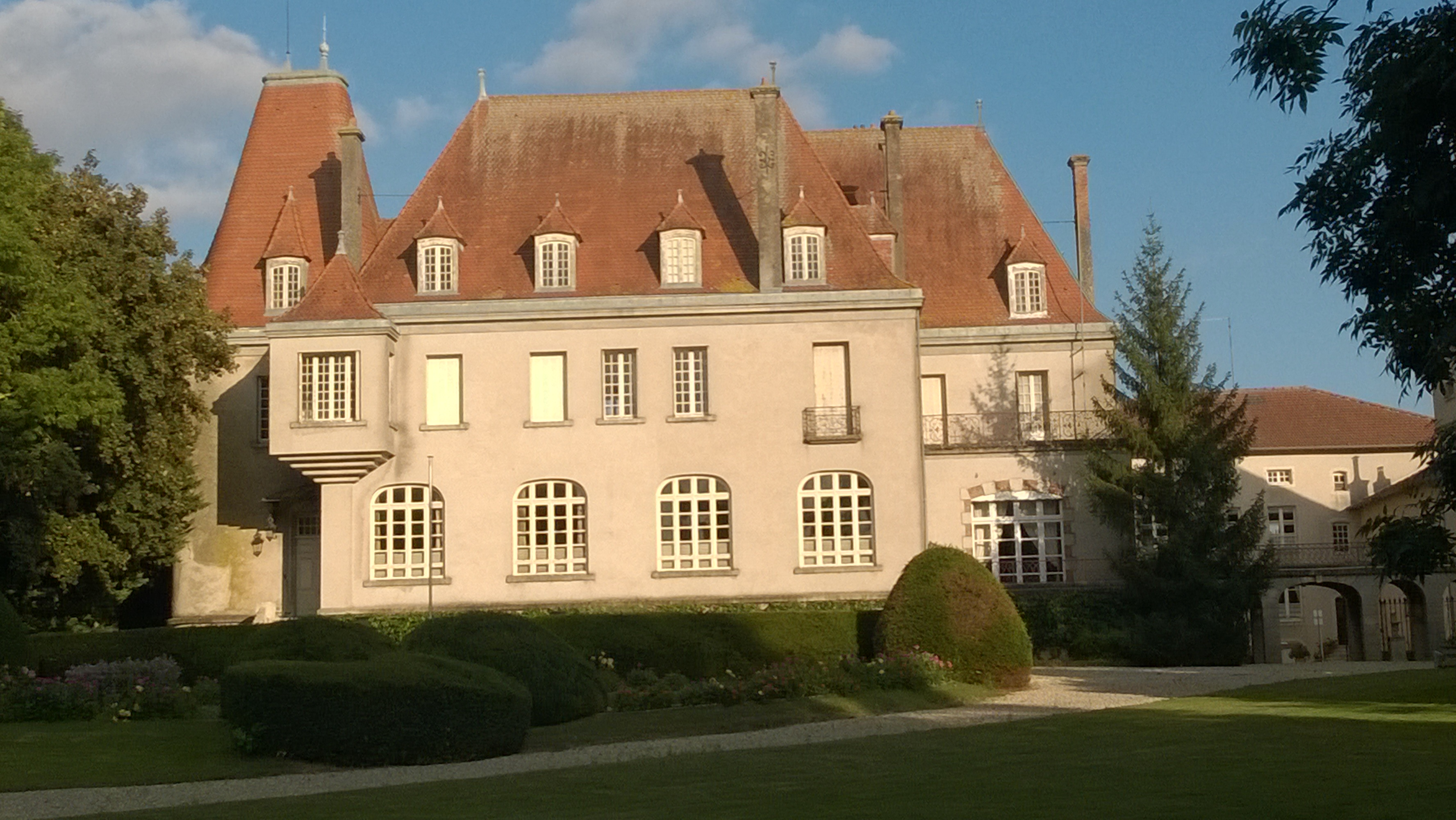
قلعة ثوري-ليوطي، متحف حالياً.

في حين كان هناك اعتراف واسع بإنجازات دو بورغوانغ، إلا أنه لم يكن أي منها أكثر إثارة للإعجاب من ذلك الذي عبر عنه وزير الدولة الفرنسي إدوارد بونفوس نيابة عن الحكومة الفرنسية عقب جنازتها في الرباط في 12 فبراير 1953، مخاطباً إياها بأنها المرشال ليوطي (La Maréchale Lyautey)، وأكد على أن عملها كممرضة في المغرب ساهم كثيراً في تحسين الصورة الإنسانية لفرنسا، وذلك بفضل الطريقة التي سعت بها لإيجاد رابطة بين البلدين، من خلال أعمالها لرعاية الجنود الجرحى ومساعدة الضعفاء والفقراء بغض النظر عن العرق أو الجنس أو العقيدة، فقد نالت استحساناً من الذين أظهروا تعاطفهم مع نصبها التذكاري في كل من الدار البيضاء والرباط على مدى يومين. وقد أعربت فرنسا عن تقديرها لها في توشيحها الأخير بصفتها ضابطاً عظيماً في وسام الشرف، وهي المرة الأولى التي يُمنح فيها مثل هذا اللقب لامرأة.
وقد أشار العقيد بيير جوفروي، وهو أحد المنتسبين إلى أسرة ليوطي، إلى أنها «سيدة عظيمة» والتي تظهر إسهاماتها القليلة المعروفة في المجال الإنساني، تميز عملها في المجال الإنساني والاجتماعي في «التمريض بلا حدود» في بداية القرن العشرين.

## الوفاة والإرث
تُوفيت إينيس دو بورغوانغ في 9 فبراير 1953 في الدار البيضاء ودُفنت في ضريح المارشال ليوطي في الرباط في 12 فبراير. في عام 1961، عندما تم ترحيل رفات المارشال إلى فرنسا، أُعيد دفن دو بورغوانغ في مقبرة في ثوري-ليوطي بناءً على طلب من القرية.
في 7 يوليو 2002، الذي صادف الذكرى الـ140 لميلادها، افتتح السناتور فيليب دو بورغوانغ والكونت بيير دو بورغوانغ منطقة صغيرة في الطابق الأول من قلعة ثوري-ليوطي إحياءً لذكرى إينيس دو بورغوانغ، وهو يحتوي على صور فوتوغرافية وغيرها من التحف التاريخية في مبنى مخصص من جهة أخرى لحياة زوجها هوبير ليوطي.
في عام 2014، اُفتتح مركز إينيس ليوطي في باريس من قبل الصليب الأحمر الفرنسي لمساعدة النساء المشردات. وتم تسميته على شرفها، ويقدم المركز خدمات مثل توفير الطعام والملابس، والمساعدات الطبية، والتدريب على العمل. في عام 2015، احتفلت قطرة حليب (Goutte de Lait) في الدار البيضاء بمرور مائة عام على تأسيسها. وتم تكريم مؤسسها الذي أنشأ أول مراكز رعاية لحديثي الولادة بالمغرب.